# Troedovets
Troedovets of Trudovets (Bulgaars: Трудовец) is een dorp in het westen van Bulgarije. Het dorp is gelegen in de gemeente Botevgrad in de oblast Sofia. Het dorp ligt hemelsbreed ongeveer 48 km ten noordoosten van de hoofdstad Sofia.

## Bevolking
Op 31 december 2020 telde het dorp Troedovets 2.912 inwoners. Het aantal inwoners vertoont al jaren een dalende trend: in 1985 woonden er nog 4.049 mensen in het dorp.  
| Bevolkingsontwikkeling tussen 1934 en 2020          |
| --------------------------------------------------- |
|                                                     |
| Bron: Nationaal Statistisch Instituut van Bulgarije |

Het dorp wordt nagenoeg uitsluitend bewoond door etnische Bulgaren. In de optionele volkstelling van 2011 identificeerden 2.969 van de 3.013 ondervraagden zichzelf met de “Bulgaarse etniciteit”. De overige ondervraagden identificeerden zichzelf vooral als “Roma”.
| Etnische samenstelling van de respondenten (2011) | Etnische samenstelling van de respondenten (2011) | Etnische samenstelling van de respondenten (2011) | Etnische samenstelling van de respondenten (2011) | Etnische samenstelling van de respondenten (2011) |
| ------------------------------------------------- | ------------------------------------------------- | ------------------------------------------------- | ------------------------------------------------- | ------------------------------------------------- |
|                                                   |                                                   |                                                   |                                                   |                                                   |
| Bulgaren                                          | Bulgaren                                          |                                                   | 98,5%                                             | 98,5%                                             |
| Turken                                            | Turken                                            |                                                   | 0,0%                                              | 0,0%                                              |
| Roma                                              | Roma                                              |                                                   | 1,2%                                              | 1,2%                                              |
| Anders/Onbekend                                   | Anders/Onbekend                                   |                                                   | 0,3%                                              | 0,3%                                              |